# Policía Municipal de Madrid

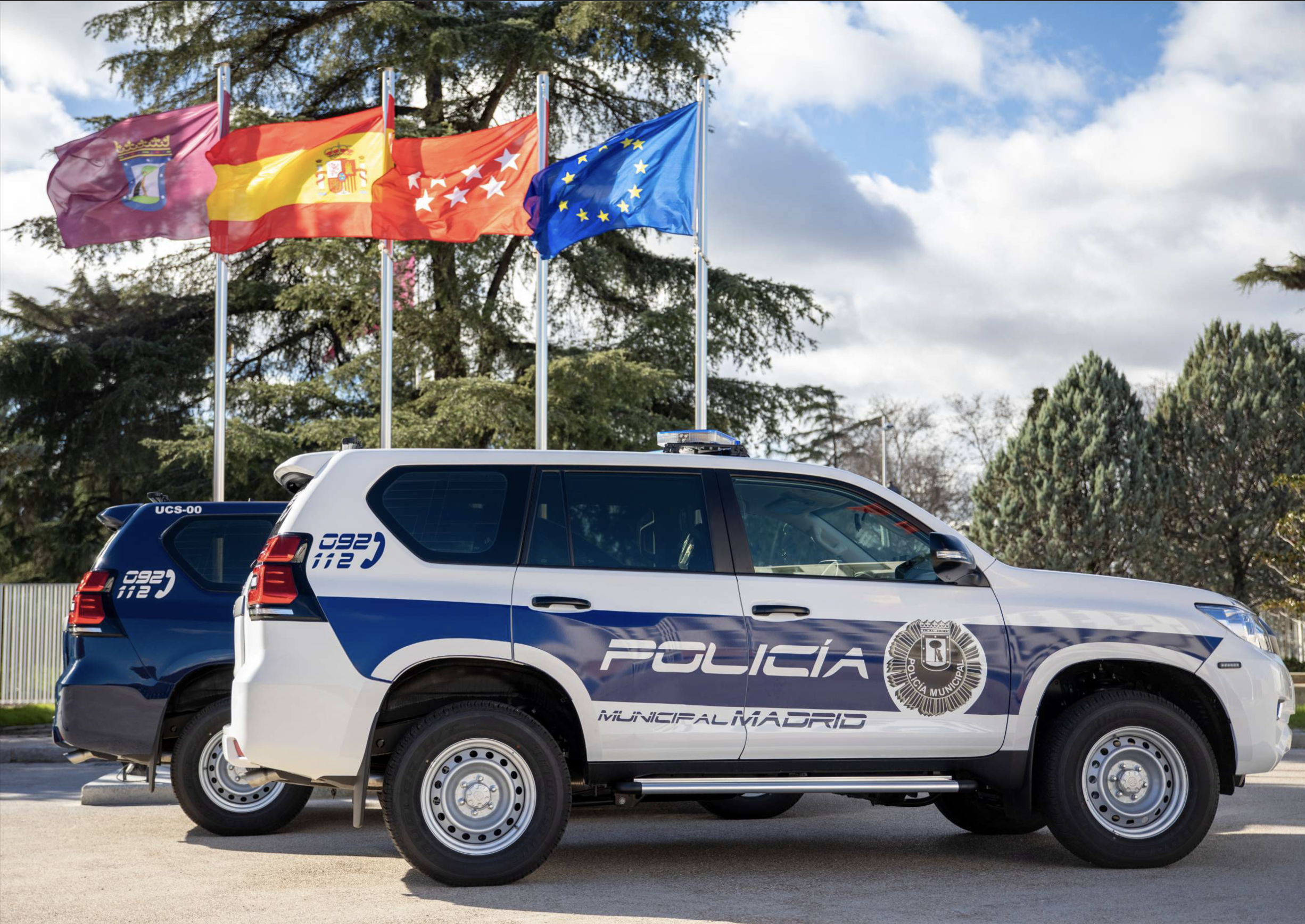
Toyota Land Cruiser de la Policía Municipal de Madrid.

El Cuerpo de Policía Municipal de Madrid, conforme a la Ley de Cuerpos y Fuerzas de Seguridad, es un instituto armado, de naturaleza civil. Depende de la Coordinación General de Seguridad y Emergencias del Área de Gobierno de Seguridad y Emergencias del Ayuntamiento de Madrid. Su jefatura recae en el alcalde del Ayuntamiento y es ejercida de forma directa por el comisario general.
Cada uno de los 21 distritos de Madrid cuenta con una Unidad de Policía Municipal, salvo el distrito de Centro, dividido en dos unidades.

## Historia
Es en 1202 cuando se tiene constancia de la primera referencia escrita de una fuerza armada bajo la tutela del ayuntamiento, conocida por el nombre de alguaciles (Códice de los fueros y ordenanzas de la Villa).[cita requerida]
En 1561 data el primer bando de policía de la Villa de Madrid dictado por el alcalde; año que coincide con la instauración por Felipe II de la corte en Madrid.
Hacia 1743 los anteriores alguaciles pasan a tener un reglamento en el que se fijan sus funciones y deberes.[cita requerida]
Las policías locales tuvieron antaño como base de su personal a militares heridos de guerra. Una de esas pruebas se da en Carlos III, que hacia el 1759 forma el cuerpo de la Milicia Urbana con personal inválido de guerra que ya no podía servir en el ejército.
En 1838 se crea el Reglamento Orgánico de la Guardia Municipal de Madrid. Esta nueva denominación traerá la desaparición de los anteriormente mencionados Alguaciles y de los Porteros de Vara que venían realizando los servicios de seguridad bajo dependencia del ayuntamiento, tomando fuerza la idea del cuerpo que ahora se concibe y el peso de los ayuntamientos en la política.[cita requerida]
Por estas fechas el nuevo cuerpo creado comienza a tomar forma y crear nuevas unidades como la Sección Montada en 1893 y la de Servicio de Carruajes en 1914 que regulaban el tráfico de coches de caballos y los primeros automóviles que circulaban en el municipio. Con anterioridad también se crea la Academia de Guardias Municipales en el 1906 (siendo la primera escuela-academia de formación policial en España) que vienen a ser base de conocimientos y enseñanza para los futuros guardias.[cita requerida]
En 1924 se crea el Reglamento Orgánico de Policía Municipal en el cual se fijan los deberes y obligaciones de los integrantes de este cuerpo. Dos años antes de la guerra civil española que asola el país el cuerpo de policía Municipal sigue creciendo y crea la Sección de Motoristas del cuerpo en 1934.[cita requerida]
Un año después de la guerra civil en 1940 en el principio de la posguerra el cuerpo, crece ampliando su plantilla y creando la Brigada de Circulación. No sería hasta ocho años después cuando el cuerpo sufrirá otra reorganización de plantilla y de servicios.[cita requerida]
En 1952 se crea el Escuadrón de Caballería, como misiones tiene la vigilancia de parques y jardines y servicios protocolarios, actualmente se les puede ver patrullando por parques como el Retiro y por la zona Centro de Madrid.[cita requerida]
En 1961 se crea la Academia de Policía Municipal de Madrid la cual se regía por su propio reglamento y en la cual los futuros policías se adiestraban en legislatura y se preparaban para ser parte activa del cuerpo.[cita requerida]
En España comienzan a cambiar las cosas, y la mujer se incorpora al cuerpo en 1972, mediante un proceso selectivo diferenciado del de los hombres. Se crea en 1972 la Quinta Agrupación Mixta de Circulación la cual era mandada por mandos también femeninos, se las pudo ver regulando el Tráfico entre otros lugares en la plaza de Cibeles. No sería hasta 1980 cuando esta Agrupación se incorporase en la plantilla del Cuerpo y formaran parte del grueso de sus compañeros.[cita requerida]
En 1978 en España llega la democracia, siendo su máximo exponente la aprobación de la Constitución. La Policía pasa a estar regulada en su artículo 104 atribuyéndosela la protección del libre ejercicio de los derechos y libertades de los ciudadanos, y garantizando la seguridad ciudadana. Se hace además una llamada a la regularización de las Fuerzas y Cuerpos de Seguridad en una futura Ley Orgánica, que vendría en 1986 con la Ley de Fuerzas y Cuerpos de Seguridad.
En el nuevo modelo policial se atribuyen a la Policía unos principios básicos de actuación por los que debe regirse. Es en esta etapa en la que los Cuerpos de Policía Locales toman más fuerza en el panorama policial del Estado, fijándose sus atribuciones y no supeditándolos a otros cuerpos policiales. Comienza pues un gran proceso de modernización en que se amplía y se rejuvenece la plantilla, y se le dota asimismo de mejores medios materiales.[cita requerida]
En 1985 se crea un nuevo Reglamento Orgánico de Policía Municipal, pero con la aprobación de la Ley de Coordinación de Policías Locales de la Comunidad de Madrid, este tiene que ser modificado, aprobándose el reglamento de Policía Municipal de Madrid en 1995.
Actualmente los futuros policías ya no se instruyen en la Academia del Cuerpo sino que junto al resto de policías locales de la Comunidad de Madrid, cursan su periodo de aprendizaje en la Academia de Policía Local de la Comunidad de Madrid que se encuentra en la carretera de Tres Cantos. 
Posteriormente se crea el Centro Integral de Formación de Seguridad y Emergencias (CIFSE)  en el cual los miembros de Policía Municipal de Madrid junto con el resto de Cuerpos de Emergencias del Municipio, podrán seguir su instrucción durante su carrera en diversas materias en las que se instruyen cursos. El 2 de mayo de 2018 recibió la gran cruz de la Orden del 2 de mayo, bajo la forma de Placa de Honor.

## Unidades
Las unidades operativas son de dos tipos: territoriales y especializadas.
Cada uno de los 21 distritos de Madrid cuenta con una Unidad de Policía Municipal al mando de un intendente.

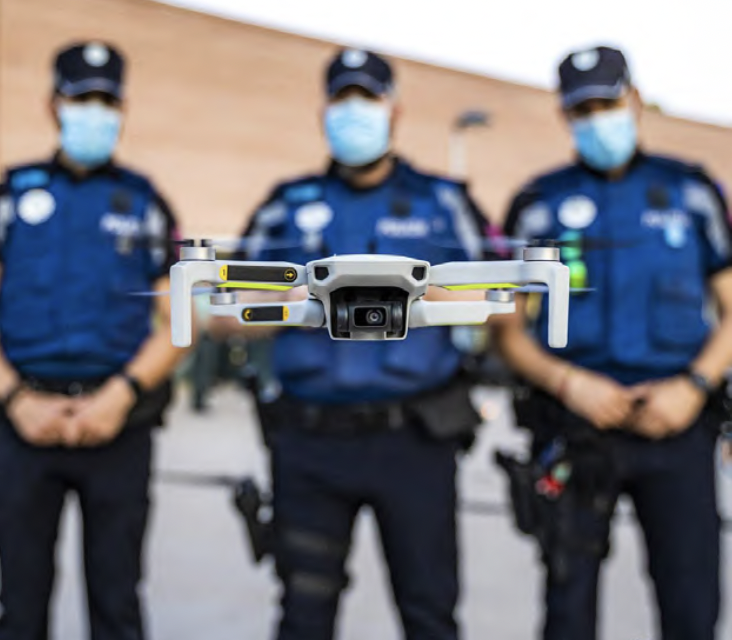
Dron de la Sección de Apoyo Aéreo en 2021 durante la Pandemia de COVID-19.

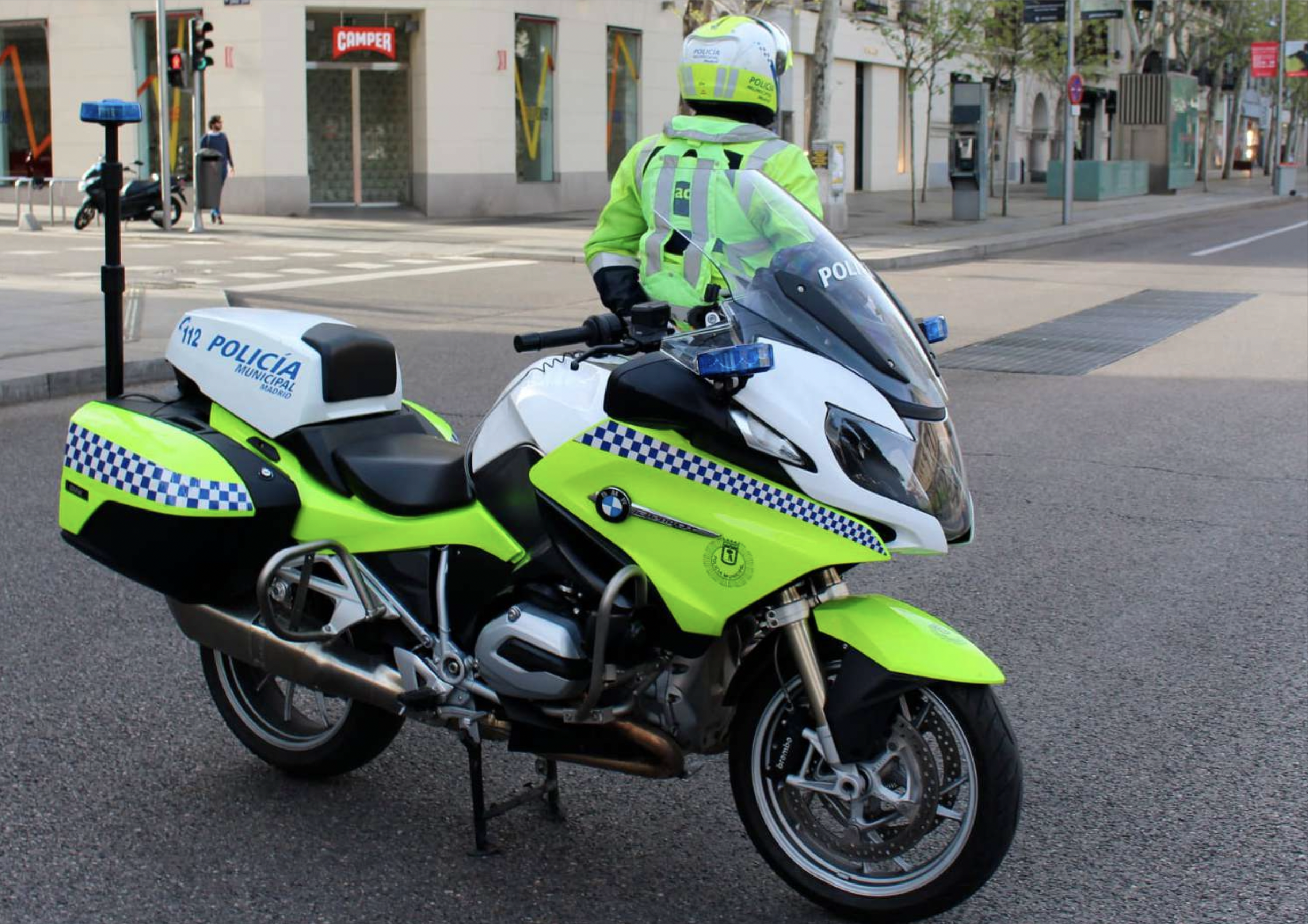
BMW R1200RT de la Unidad de Tráfico.

Las unidades de distrito se encargan fundamentalmente de vigilar los espacios públicos, evitando la comisión de actos delictivos y de ejercer las tareas de policía administrativa y de regulación de la circulación, con la colaboración de los agentes de movilidad. Todas ellas, además, cuentan con un grupo de agentes tutores, que se dedican a la protección de los menores y a garantizar la seguridad en el entorno escolar, y con Oficinas de Atención al Ciudadano, donde se recogen y atienden las demandas de los vecinos en materia de seguridad.
Las distintas unidades de distrito se organizan en subinspecciones de zona, que a su vez se agrupan en dos Inspecciones Territoriales.
La Inspección Central Operativa engloba varias unidades, organizadas en subinspecciones, especializadas en distintos problemas de seguridad ciudadana.
Las Unidades Centrales de Seguridad son unidades de apoyo a las unidades de distrito y están además especializadas en la mejora de la seguridad ciudadana, la mejora de la calidad de vida y de la convivencia en la ciudad mediante el control de masa y aseguramiento de espacios públicos.
La Subinspección Central de Policía Judicial coordina todas las actividades del Cuerpo de Policía Municipal en ejecución de las competencias que en materia de policía judicial tiene encomendadas por las leyes y los convenios en vigor, a ella pertenecen la Unidad de Coordinación Judicial adscrita a los Juzgados de Instrucción de Madrid con el apoyo técnico de la Sección de Policía científica en lo que concierne a la realización de informes periciales en materia de siniestralidad laboral, documentoscopia o propiedad industrial e intelectual. 
Asimismo y dentro de la misma subinspección, se encuentra la Unidad Central de Investigación cuya función se basa en prestar el apoyo personal a los grupos de investigación de las Unidades de distrito. Cuenta también con un grupo especializado en la vigilancia de seguridad necesaria en distintas líneas de autobuses de la Empresa Municipal de Transportes de Madrid (EMT).
La Unidad de Atención y Protección a la Familia está especializada en la prevención de la violencia doméstica y dentro de las familias.
La Unidad de Apoyo y Coordinación con la Comunidad Educativa es una unidad especializada en la educación vial de los escolares, para lo cual imparte clases de educación vial en los distintos niveles de enseñanza, tanto obligatoria como bachillerato y universidad.
La Unidad de Medio Ambiente se encarga de la vigilancia para evitar agresiones al patrimonio natural de Madrid y en general para evitar delitos medioambientales. Vigila los grandes parques de Madrid, contando con una sección ciclista y con vehículos híbridos con menor nivel de emisiones.
La Unidad de Vigilancia y Protección se encarga específicamente de la protección de las autoridades de la Corporación.
La Inspección de Servicios de Tráfico es competente de las actuaciones del Cuerpo en materia de seguridad vial. Entre otras cuestiones, ejerce las competencias de policía judicial en materia de tráfico e instruye los atestados por accidentes de circulación. También realiza propuestas relativas a modificaciones de la ordenación y señalización viaria orientadas a mejorar la fluidez y la seguridad del tráfico en Madrid. Es también responsable de la planificación de las campañas de control de infracciones y de mejora de la seguridad vial, dentro de la Estrategia de Seguridad Vial para la ciudad de Madrid y de la protección de las autoridades en sus desplazamientos por la ciudad y municipio.

## Denominación
El Cuerpo de Policía local del Ayuntamiento de Madrid mantiene, por razones de tradición histórica, la denominación de Policía Municipal.

## Funciones
La Policía Municipal de Madrid, debido al tamaño del cuerpo y a sus actuaciones en una capital europea como es Madrid, es uno de los cuerpos policiales locales que más competencias asume. Algunas plenas y otras en colaboración con las FCSE.
Asume las siguientes funciones:

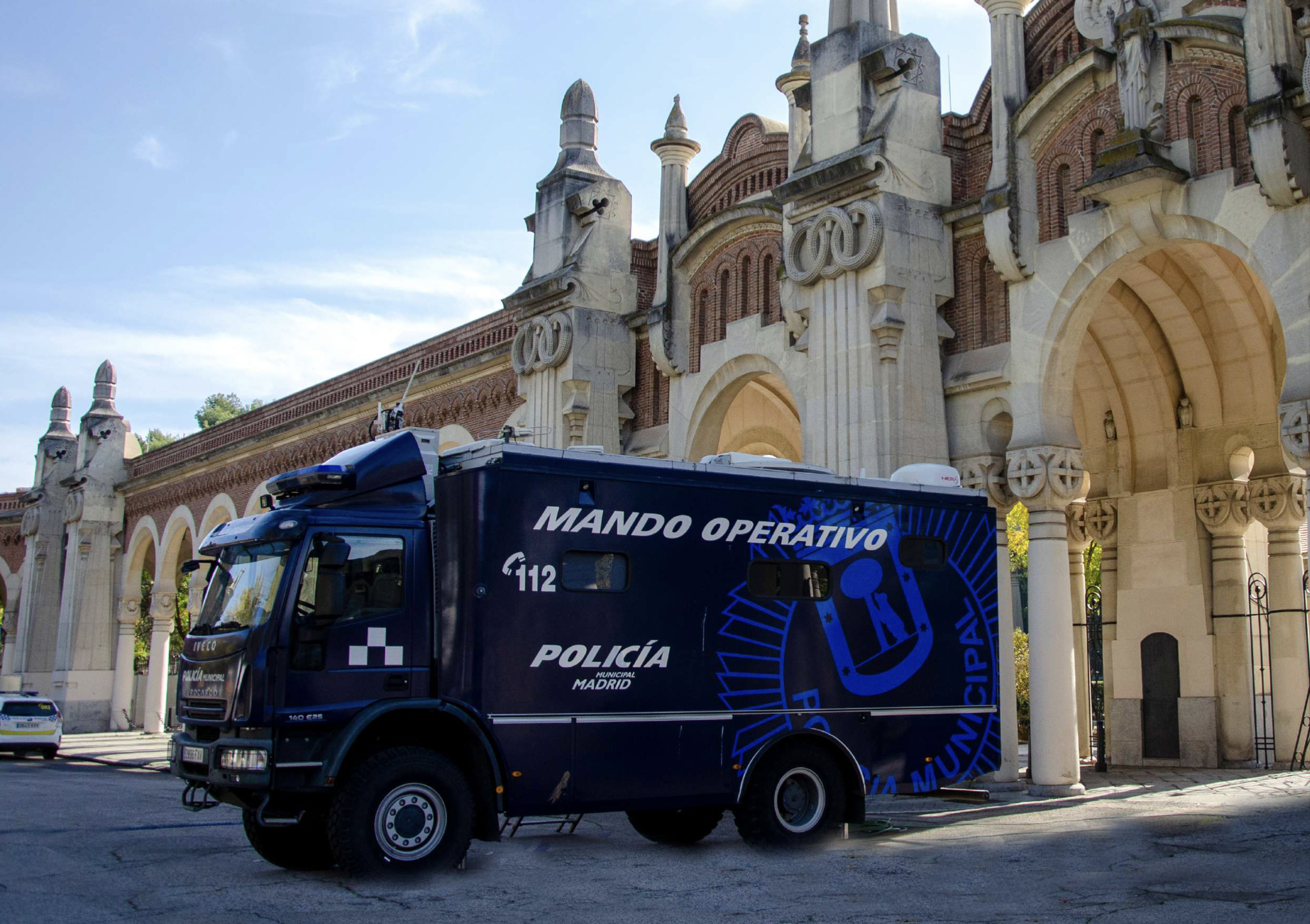
Mando Operativo de la Policía Municipal de Madrid.

a) Ejercer la policía administrativa en relación con el cumplimiento de las ordenanzas, bandos y demás disposiciones municipales, así como de otras normas autonómicas y estatales, dentro del ámbito de sus competencias.
b) Ordenar, señalizar y dirigir el tráfico en el casco urbano y en las vías de titularidad municipal, de acuerdo con lo establecido en las normas de circulación, sin perjuicio de las funciones atribuidas a otros Cuerpos de funcionarios creados en los respectivos ayuntamientos, así como participar en la educación vial.
c) Instruir atestados por accidentes de circulación y delitos contra la seguridad vial dentro del casco urbano y en las vías de titularidad municipal.
d) Velar por el cumplimiento de las disposiciones dictadas en materia de protección del medio ambiente cuando las funciones de vigilancia sean competencia municipal, bien originaria o delegada.
e) Proteger a las autoridades de las corporaciones locales y la vigilancia o custodia de los edificios e instalaciones de titularidad municipal.
f) Participar con las Fuerzas y Cuerpos de Seguridad del Estado en el ejercicio de funciones de policía judicial, en el marco determinado en la normativa vigente y los protocolos de actuación y los acuerdos de colaboración suscritos con el Estado.
g) Prestar auxilio en los casos de accidentes, catástrofes o calamidad pública participando, en la forma prevista en las leyes, en la ejecución de los planes de protección civil.
h) Efectuar las diligencias de prevención y cuantas actuaciones tiendan a evitar la comisión de actos delictivos o su comprobación.
i) Vigilar los espacios públicos, ejercer las funciones de policía de proximidad y proteger los entornos socio escolares y a los colectivos vulnerables.
j) Participar con las Fuerzas y Cuerpos de Seguridad del Estado en la protección de las víctimas de la violencia de género, y cooperar con los servicios y otros agentes sociales en el desarrollo de sus funciones.*
k) Colaborar con las Fuerzas y Cuerpos de Seguridad del Estado en la protección de manifestaciones y el mantenimiento del orden en grandes concentraciones humanas, cuando sean requeridos para ello.
l) Cooperar en la resolución de los conflictos privados, cuando sean requeridos para ello.
m) Instruir los atestados policiales en caso de siniestros laborales, cualquiera que sea su resultado y de la investigación de los delitos de riesgo en materia de seguridad e higiene en el trabajo, dentro del término municipal, dando traslado de los mismos a la autoridad competente, sea judicial o laboral, colaborando con otras Fuerzas y Cuerpos de Seguridad del Estado mediante los oportunos protocolos de actuación y acuerdos de colaboración suscritos al efecto.
n) Actuar con las Fuerzas y Cuerpos de Seguridad del Estado en el cumplimiento de las resoluciones judiciales dictadas en materia de violencia de género, protección del menor, delitos de odio y otras de carácter social.
ñ) Además de las funciones establecidas en los puntos anteriores, en virtud de convenio entre la Comunidad de Madrid y los ayuntamientos, los Cuerpos de policía local podrán ejercer en su término municipal las siguientes funciones:
1. Velar por el cumplimiento de las disposiciones y órdenes singulares dictadas por los órganos administrativos de la Comunidad de Madrid.
2. Inspeccionar las actividades sometidas a la ordenación o disciplina de la Comunidad de Madrid, denunciando toda actividad ilícita.
3. Adoptar las medidas necesarias en orden a garantizar la ejecución forzosa de los actos o disposiciones de la Comunidad de Madrid.
4. Ejercer en su término municipal la vigilancia y protección de personas, órganos, edificios, establecimientos y dependencias de la comunidad autónoma y de sus entes instrumentales.
*Las funciones en lo dispuesto a casos de Violencia de Género actualmente son repartidas indistintamente al cincuenta por ciento entre la Policía Nacional y la Policía Municipal de Madrid.

## Organización
La jefatura del Cuerpo de Policía Municipal recae en el alcalde del Ayuntamiento y la jefatura inmediata será ejercida por el Comisario General, Jefe Superior del Cuerpo de Policía Municipal.
Las Unidades Operativas son de dos tipos: territoriales de distrito y especializadas.
Cada uno de los 21 distritos de la capital cuenta con una Base de Policía Municipal, salvo el distrito Centro que cuenta con dos.
Se estructura en las siguientes escalas y categorías: 
a) Escala técnica, que comprende las categorías siguientes:
1. Comisario o Comisaria general, Jefe Superior del Cuerpo de Policía Municipal.
2. Comisario o Comisaria general.
3. Comisario o Comisaria principal. 
4. Comisario o Comisaria.
Las categorías de Comisario o Comisaria general, Comisario o Comisaria principal y Comisario o Comisaria se clasifican en el Subgrupo A-1.
b) Escala ejecutiva, que comprende las categorías siguientes:
1. Inspector o Inspectora.
2. Subinspector o Subinspectora.
Las categorías de Inspector o Inspectora y Subinspector o Subinspectora se clasifican en el Subgrupo A-2.
c) Escala básica, que comprenden las siguientes categorías:
1. Oficial.
2. Policía.
Las categorías de Oficial y Policía se clasifican en el Subgrupo C-1.

## Uniformidad
Prendas de uniformidad usadas por la Policía Municipal de Madrid (Conocido con el término de "Los Pitufos"), reglamentarias desde 2023.
| Archivo:Policiamadriduniform2023.png | Archivo:Policiamadriduniformverano2023.png | Archivo:Policiamadriduniformcazanueva.png | Archivo:Policiamadriduniformcahelconueva.png |
| Servicio Polo m/l                    | Servicio Polo m/c                          | Servicio Cazadora                         | Servicio Chaleco reflectante                 |

Reglamentarias de 2016 a 2023
| Archivo:Policiamadriduniform1azul.png | Archivo:Policiamadriduniformveranoazul.png | Archivo:Policiamadriduniformcaza1.png | Archivo:Policiamadriduniformchaleco1.png | Archivo:Policiamadriduniformgala |
| Servicio Polo m/l                     | Servicio Polo m/c                          | Servicio Cazadora                     | Servicio Chaleco reflectante             |                                  |

Reglamentarias de 2008 a 2015.
| Archivo:Policiamadriduniform1.png | Archivo:Policiamadriduniformverano.png | Archivo:Policiamadriduniformcaza.png | Archivo:Policiamadriduniformchaleco.png | Archivo:Policiamadriduniformgala            |
| Servicio Polo m/l                 | Servicio Polo m/c                      | Servicio Cazadora                    | Servicio Chaleco reflectante            | Servicio Gala y Representación (desde 2008) |

Reglamentarias de 1986 a 2007.
| Archivo:Policiamadriduniformantiguo1.png | Archivo:Policiamadriduniformveranoantiguo1.png | Archivo:Policiamadriduniformveranoantiguo.png |
| Seguridad Ciudadana                      | Seguridad Ciudadana Verano (Mangas Largas)     | Seguridad Ciudadana Verano (Mangas Cortas)    |

Reglamentarias de 1981 a 1986.
| Archivo:Policiamadriduniformantiguo2.png | Archivo:Policiamadriduniformveranoantiguo2.png |
| Seguridad Ciudadana                      | Seguridad Ciudadana Verano                     |

Reglamentarias de 1940 a 1981.
| Archivo:Policiamadriduniformantiguo3.png | Archivo:Policiamadriduniformveranoantiguo3.png |
| Seguridad Ciudadana                      | Seguridad Ciudadana Verano                     |

## Divisas
| Escala técnica                                                     | Escala técnica      | Escala técnica        | Escala técnica | Escala ejecutiva | Escala ejecutiva | Escala básica | Escala básica | Alumnos |
|                                                                    |                     |                       |                |                  |                  |               |               |         |
| Comisario/a general, jefe superior del Cuerpo de Policía Municipal | Comisario/a general | Comisario/a principal | Comisario/a    | Inspector/a      | Subinspector/a   | Oficial       | Policía       | Alumno  |

GRI/UAS/UCS
|  |  |  |  |             |                |         |  |  |
|  |  |  |  |             |                |         |  |  |
|  |  |  |  | Inspector/a | Subinspector/a | Oficial |  |  |

## Acceso y requisitos
El acceso al cuerpo se hará de acuerdo con los principios de igualdad, mérito, capacidad y publicidad:

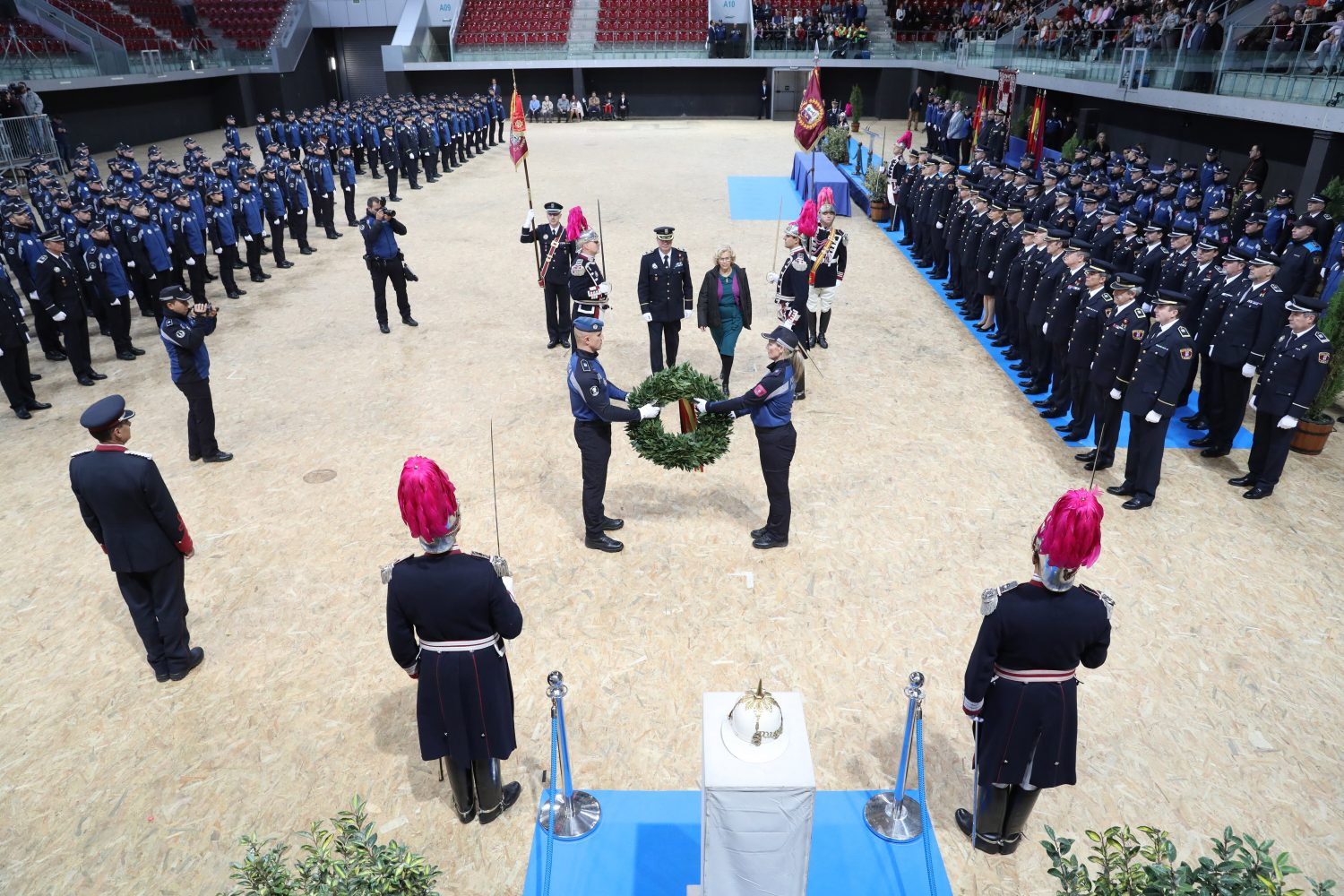
Manuela Carmena da la bienvenida a la promoción de Policía Municipal de 2018

a) En la escala básica, a través del ingreso en la categoría de Policía, mediante concurso oposición libre, siendo necesario superar un curso selectivo de formación. Asimismo será necesario superar un período de prácticas en el Cuerpo al que se pretenda acceder.
b) En la escala ejecutiva, a través del ingreso en la categoría de Inspector o Inspectora, mediante concurso oposición libre, siendo necesario superar un curso selectivo de formación. Asimismo será necesario superar un período de prácticas en el Cuerpo al que se pretenda acceder.
c) En la escala técnica, a través del ingreso en la categoría de intendente, mediante concurso oposición libre, siendo necesario superar un curso específico en el Centro de Formación integral de Seguridad de la Comunidad de Madrid. Asimismo será necesario superar un período de prácticas en el Cuerpo al que se pretenda acceder.
Tras la superación de las pruebas de oposición, se accederá a la fase de concurso.
La fase del concurso consistirá en la calificación de los méritos alegados por los aspirantes de acuerdo con el baremo de méritos que establezca la Comunidad de Madrid.
Los requisitos establecidos en las bases de la convocatoria deberán ser los siguientes:
a) Tener nacionalidad española.
b) Tener dieciocho años de edad antes de que finalice el plazo de presentación de instancias.
c) Estar en posesión de las titulaciones académicas exigibles correspondientes a los subgrupos de clasificación de funcionarios en que se encuentren encuadradas las plazas convocadas. (Bachillerato en la escala básica e ingeniería, arquitectura, licenciatura o grado universitario para las superiores).
d) No haber sido separado mediante expediente disciplinario del servicio de cualquiera de las Administraciones públicas o de los órganos constitucionales o estatutarios de las comunidades autónomas, ni hallarse en inhabilitación absoluta o especial para empleos o cargos públicos por resolución judicial.
e) Carecer de antecedentes penales.
f) Estar en posesión del siguiente permiso de conducción: Clase B o equivalente. g) Cualquier otro requisito que se determine reglamentariamente.
Los aspirantes deben reunir los requisitos establecidos en el apartado anterior el día en que finalice el plazo para la presentación de instancias de la correspondiente convocatoria, mantenerlos durante todo el proceso selectivo y acreditarlos con anterioridad a su nombramiento como funcionarios en prácticas, salvo el requisito de poseer el permiso de conducir de la clase B, que podrá acreditarse por los aspirantes antes de la finalización del curso selectivo de formación.
Las bases de ingreso en los Cuerpos de policía local a través de la categoría de Policía podrán determinar una reserva de un máximo del 20 por 100 de las plazas convocadas para el acceso libre de militares profesionales de tropa y marinería con más de cinco años de servicio que cumplan los requisitos establecidos para el ingreso en éstos. Las plazas reservadas no cubiertas se acumularán al resto de las convocadas.